# Miasino
Miasino es una localidad y comune italiana de la provincia de Novara, región de Piamonte, con 953 habitantes.

## Evolución demográfica
| Gráfica de evolución demográfica de Miasino entre 1861 y 2001 |
|                                                               |
| Fuente ISTAT - elaboración gráfica de Wikipedia               |

## Curiosidad
En el castillo de Miasino, se filmó la película Una espina en el corazón (Una spina nel cuore) (1986) de Alberto Lattuada. (Información de Dizionario del Turismo Cinematografico)